# Ilanji
Ilanji es una ciudad y nagar Panchayat situada en el distrito de Tenkasi en el estado de Tamil Nadu (India). Su población es de 10282 habitantes (2011). Se encuentra a 7 km de Tenkasi y a 58 km de Tirunelveli.

## Demografía
Según el censo de 2011 la población de Ilanji era de 10282 habitantes, de los cuales 5130 eran hombres y 5152 eran mujeres. Ilanji tiene una tasa media de alfabetización del 80,67%, superior a la media estatal del 80,09%: la alfabetización masculina es del 88,41%, y la alfabetización femenina del 72,90%.